# Castle Campbell
Castle Campbell er en borg fra middelalderen, der ligger over byen Dollar i Clackmannanshire i det centrale Skotland. Den var lavllands-sæde for jarlerne og hertugerne af Argyll, høvdingen af Clan Campbell, fra 1400-tallet til 1800-tallet. Den blev besøgt af Marie Stuart i 1563, der var imponeret og udtalte at "det minder mig om hjem".